# NGC 2607
NGC 2607 este o galaxie LINER situată în constelația Racul. A fost descoperită în 24 decembrie 1827 de către John Herschel. Se află la o distanță de 54,48 de megaparseci de Pământ.